# Luke Jacobz
Luke Jacobz (eredeti neve Luke Jacob Ashwood, Sydney, 1981. február 14. –) ausztrál színész, műsorvezető. Magyarországon főleg a Szívtipró gimi és a McLeod lányai című sorozatokból ismert.

## Életpályája
Fiatalkora óta érdekelte a színészet és a sport, ezért tanulmányait magánúton fejezte be. Reklámokban szerepelt, epizódszerepei voltak, majd tizenhét évesen, 1998-ban megkapta a Szívtipró gimiben (Heartbreak High) Zac szerepét. A sorozat vége után sok mindennel foglalkozott: dolgozott kávézóban, vendéglőben, kiskereskedelemben. Egyszer még ifjúsági szállót is vezetett. 2000-ben Európában, Angliában utazgatott.
Miután hazatért, több műsort vezetett: The Big Arvo, Popstars, Iron Man.
2005-től a McLeod lányai című sorozatban szerepelt, ő játszotta Patrick Brewert.

## Alakításai
| év         | film           | szerepe        |
| ---------- | -------------- | -------------- |
| 1997.      | Home and Away  | epizódszerep   |
| 1998-1999. | Szívtipró gimi | Zac Croft      |
| 2005-2008. | McLeod lányai  | Patrick Brewer |